# Championnats de France d'athlétisme 1906
Navigation
Championnats 1905 Championnats 1907

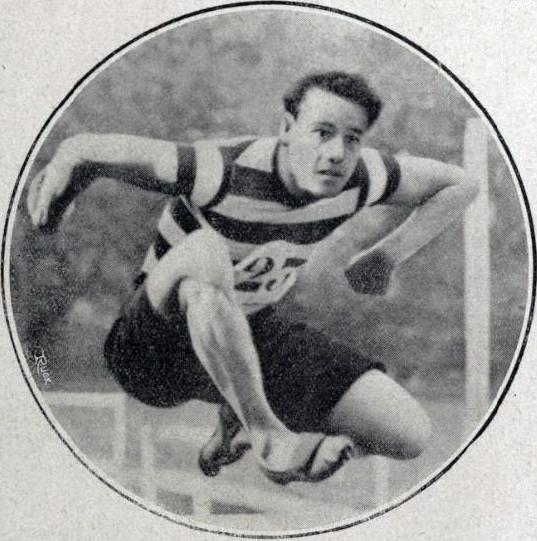
Eugène Choisel, champion de France des 110 et 400 mètres haies en 1906 (et du 400 m haies en 1907).

Les Championnats de France d'athlétisme 1906 ont eu lieu le 1er juillet 1906 au Parc de Saint-Cloud.

## Faits marquants
La compétition se déroule durant une grève de certains athlètes parisiens, dont certains vainqueurs des éditions précédentes comme Marius Eynard, Fernand Gonder, Louis Bonniot de Fleurac, Michel Soalhat ou Marc Bellin du Côteau.
En l'absence de ces champions, des athlètes de province se distinguent et, pour la première fois, autant de champions de France sont originaires de Paris que de province.
Seul le record de France du saut en hauteur sans élan est battu par l'athlète licencié au S.O.E Toulouse, Cazenave, avec un saut à 1,40 m.

## Palmarès
| Discipline                 | Athlète           | Performance   |
| -------------------------- | ----------------- | ------------- |
| 100 m                      | Émile Lesieur     | 11 s 2        |
| 400 m                      | Émile Lesieur     | 52 s 6        |
| 800 m                      | Dubourg           | 2 min 6 s 4   |
| 1 500 m                    | Charles Poulenard | 4 min 12 s 6  |
| 110 m haies                | Eugène Choisel    | 17 s 0        |
| 400 m haies                | Eugène Choisel    | 58 s 8        |
| 4 000 m steeple            | Beau              | 13 min 55 s 0 |
| Saut en hauteur            | Émile Papot       | 1,75 m        |
| Saut en hauteur sans élan  | C. Cazenave       | 1,40 m        |
| Saut à la perche           | Albert Moustey    | 3,20 m        |
| Saut en longueur           | André Campana     | 6,49 m        |
| Saut en longueur sans élan | Da Costa          | 2,96 m        |
| Lancer du poids            | Paul Gouvert      | 11,75 m       |
| Lancer du disque           | Louis Vasseur     | 34,88 m       |